# 西洋度量考
『西洋度量考』（せいようどりょうこう）は、美濃国郡上藩主・青山幸哉によって撰述された、西洋の度量衡の研究書。西洋の度量衡について先行する書物をまとめたもので、刊本としては最も古く、広く流布した。同じ『西洋度量考』のタイトルで呼ばれる書籍（写本）はいくつかあるため、「郡上版」、「青山本」などの名称で呼ばれることもある。

## 内容
安政2年（1855年）刊行。木版で印刷された、美濃本で一巻一冊、二十丁からなる書物である。篠山藩の医師で蘭学者の足立栄建（足立櫟亭）が序文を著している。
青山による「例言」には、1798年にフランス、スペイン、オランダ、イタリア、デンマークなどの欧州諸国の学者が集まり、1800年から新たに欧州諸国で通用する基準が制定されたと情報が記載されており、「旧制」に加え近年の書物に見える「新制」の度量衡に関する知見と見解を増補して発行すると記している。
青山は、西洋諸国の度（長さと面積）・量（質量と体積）・数（個数・ダース・比など）・貨（貨幣の単位）の名称をまとめ、アルファベット順に配列して解説した。採用されている語彙の大半はオランダ語の名称であるが、ラテン語や英語による名称も見られる。
メートルについては、当時のオランダ語での呼称であったEl（ヱル、会爾）もしくはEllemaat（ヱルレマート）の項目で言及され、地周の四万分の一にあたる「新尺」1ヱルを3尺2寸8分9厘2毛4糸8忽として記載している。当時日本で行われていた「ヱル」のいくつかの換算についての考察もなされている。なお、フランス語のMetres（メトレス）の項目もあるが、「新度量名　未詳」とのみある。

## 編纂過程と評価
青山幸哉は、文化12年（1815年）に丹波国篠山藩主青山忠裕の子として江戸に生まれた。幸哉は篠山在住時から蘭学に志し、足立櫟亭からオランダ語を学んでいる。足立櫟亭は宇田川榕庵の弟にあたる。幸哉は同族の郡上藩主青山幸礼の養子となり、天保9年（1838年）に藩主となった。なお、江戸幕府においては天保14年（1843年）から弘化3年（1846年）にかけて寺社奉行を務めている。青山が本書の「例言」で述べることによれば、青山の書庫には『度量考』と題する著者不明の写本があり、西洋砲術や兵学の書を読むうえで非常に役立ったという。
西洋の書物を読む上では、記載された度量衡を理解することが必要であり、そのために研究書あるいは換算表がまとめられることとなった。たとえば、長崎通詞志筑忠雄稿・馬場佐十郎補修になる『度量考』は、馬場の手により文化9年（1812年）にまとめられた。青山の手元にあった『度量考』はこの写本であると考えられている。18世紀以後、フランスを中心にメートル法による単位統一がはかられると、オランダ経由で日本にもその情報が伝わった。宇田川榕庵も『西洋度量考』という題名の書を著している（写本のみ）。
ただし、これらの書は写本の形で伝えられるものであった。たとえば馬場の『度量考』には何種類かの写本が伝えられている。青山の『西洋度量考』は、先行する西洋の度量衡についての書物に増補を加え、体系的にまとめた書籍とされ、体系的にまとめられた書籍としては日本最初のものではないかという評価がある。しかし、西洋度量衡の受容史を研究した橋本萬平は、その語彙は宇田川榕庵の『西洋度量考』から引き写したもので、独自に採取・増補された語彙はないとしている。宇田川の書物という出所をはっきりとさせていないという問題点も指摘されている。しかしながらアルファベット順の整理は青山の新しい工夫である。それまで写本でしか広がらなかったものを出版した点には大きな意味があり、青山の『西洋度量考』は当時最も広く流布した。